# 髙橋龍也
髙橋 龍也（たかはし たつや、本名同じ、1970年11月14日 - ）は、日本の脚本家、クリエイター。石川県七尾市出身。
かつてはアクアプラス、プレイムなどで主にゲーム制作を、現在は主にアニメの脚本家業を中心に活動している。キャリアを共にするイラストレーター水無月徹と組む際には、2人で1つの共同ペンネームとして高彦達哉（たかひこ たつや）を名乗ることもある。
なお「髙橋龍也」の表記について、かつては異体字である「髙」（はしごだか）を表示・表記できない環境が多かったため、通用される「高」の字をあてた「高橋龍也」でクレジットされていた。本来は「龍」の字も旧字が正しいが、こちらは更に表示が困難な字であるため、クレジットでは通用される「龍」で統一されている。

## 来歴

### 大学 - Leaf以前
大学時代、現在に至るまで創作活動を共にする水無月徹と同じサークルで親交を深める。
大学卒業後、ゲームメーカーのタイトーに就職。この際、6か月の研修期間で店舗運営やカラオケ機器の営業などに携わり、後に開発部に所属。各種映像の制作に関わる部署であったという。一方、水無月は大学中退後にTGLに就職。同社ゲームのキャラクターデザインを担当し、キャリアを開始する。
この時期、髙橋と水無月の2人で漫画『デッドエンドワールド』を制作。髙橋が設定・脚本・仕上げ、水無月が作画を担当したこの作品を出版社へ持ち込むも、連載直前で雑誌が廃刊し、連載には至らなかった。（この漫画の主人公「ルミナ姫」は、後の代表作『To Heart』のキャラクター「マルチ」の原型となったという。）
その後、水無月は当時PCゲームや音楽の制作会社であった有限会社ユーオフィス（後のアクアプラス）へ移り、原画担当として同社のアダルトゲームブランドLeafの立ち上げに携わる。

### Leaf時代
Leafブランド2作目である、「『Filsnown』の発売（1995年8月3日）くらい」の時期に、水無月徹に誘われてユーオフィスに入社。1995年11月にユーオフィス名義で発売されたゲーム『LEGAM』のクレジットに「テストプレイ」担当として名を載せる。
1996年には、ユーオフィスのLeafブランドにて、メインスタッフとして関わる初の作品『雫』の制作に参加。続けて同年のうちに『痕』、翌年に『To Heart』と、企画・脚本として制作に携わる。Leafはこの3作を通し、アダルトゲーム界のトップメーカーとなった。
1997年の『To Heart』以降は、Leafブランドのファンディスクや、PlayStation版『ToHeart』（1999）を制作。内部的には企画チームの増強や、テレビアニメ版『To Heart』（1999）のシナリオ監修、各種出版物やカードゲームの企画・監修・制作などに追われる。ゲームへのメインスタッフとしての参加は一時的に減り、サブシナリオのみでの参加や、おまけゲーム製作といった関わりが中心となる。

### Leaf退社
2000年7月14日にアクアプラスを退社（後に同社からの外注で、2002年の『痕』リニューアル版のシナリオを手がける）。その後、Leaf時代の盟友、水無月徹やろみゅとともに有限会社プレイムを設立し、水無月とともに取締役に就任。

### PLAYM時代
2年から4年前後の開発期間を経て、2004年4月にプレイム初の作品『リアライズ』を発売。その2年後の2006年12月に第2作目『レイナナ』を発売。その後も、『レイナナ』に続く新作ゲームの構想をプレイム公式サイト上で断片的に公開していたが、しばらく後にウェブサイトの更新が途絶え、あわせて髙橋の表立った活動もみられなくなる。
2009年4月になって、プレイムの親会社にあたるビジュアルアーツ社長・馬場隆博のコメントで、ブランドとしてのプレイムの解散と髙橋と水無月の両名が東京に向かった旨が非正式ながら明かされた（なお、2014年現在、髙橋自身の認識ではプレイムの開発チームは存続しており、いずれ水無月徹とゲーム制作に参加することがあればプレイム所属となるだろうという）。

### 脚本家として - 現在
その後、アニメ脚本家・小説家の黒田洋介に誘われ、脚本家業を開始。2008年アニメ『かんなぎ』のゲスト脚本である第9話「恥ずかしい学園コメディ」を初仕事とし、以降、アニメ作品への話数単位での参加を中心に、実写映画やコミカライズなど、脚本家としてキャリアを積む。
アニメの仕事では話数単位での参加が続いていたが、2015年『アイドルマスター シンデレラガールズ』に於いて、監督の高雄統子と共同で初のシリーズ構成を担当（なおこの際、特典付属版BDに同梱のグラビア撮影ゲーム『シンデレラガールズ G4U! vol.1』の一部シナリオ・セリフも担当。ゲームの性質上、分量は僅かであるが、『レイナナ』以来9年ぶりでゲーム作品へクレジットされた）
その後はシリーズ構成での仕事が増えつつあり、一例として2018年1月期には『刀使ノ巫女』『ラーメン大好き小泉さん』『BEATLESS』と、高橋がシリーズ構成を担当した作品が3作同時期に放送された。また脚本の仕事では、シリーズ構成も担当した2018年10月期の『となりの吸血鬼さん』で初の全話脚本を達成している。
一方で、OVA『エスカクロン』で脚本と共に世界設定を担当、アニメ『刀使ノ巫女』でシリーズ構成・脚本と共に原作にも関与するなど、近年ではオリジナル作品で脚本外でも制作に関わるケースがみられる。

## 人物
- 『To Heart』や『痕』のシナリオを担当した竹林明秀（青紫）とは高校生時代からの友人で、髙橋の誘いがきっかけになり、Leafに入社している。
- 漫画家・あずまきよひことは、Leaf時代の出版物やカードゲームで仕事を共にした。『リアライズ』のタイトルロゴ製作はあずまが所属する「よつばスタジオ」が担当した。
- アダルトゲーム制作・脚本家である椎原旬は、Leafに所属して髙橋と共に働いた時期がある。入社時に配属先を選択するにあたり、髙橋が所属することを理由に「伊丹開発室」を選択したという[23]。
- 中学時代は軟式テニス部に所属。脚本を担当した『夏色キセキ』第6話「夏海のダブルス」では、（他メインスタッフにもテニス部経験者が多かったこともあり、）テニスのシーンに力が入ったという。[24]
- 高校時代には弓道部に所属していた。[25]

## ビジュアルノベルの発掘
『雫』では、画面を「見る」のではなく、テキストを「読む」ことを重視して全画面表示のテキスト形式を最初に採用。背景以外は「絵」が存在しないサウンドノベルに比べ、登場人物の立ち絵があることを重視して「ビジュアルノベル」と命名し、Leaf Visual Novel Series（LVNS）としてシリーズ化する。このビジュアルノベル形式が、以後PCアダルトゲーム業界の主流となる。とくに『To Heart』が業界に与えた影響は大きく、本作品がPC版の後にコンシューマで発売されたこともあり、これまでPCアダルトゲームを知らなかった一般層にも影響を与えたとも言われる。

## 受賞歴
Newtypeアニメアワード2013 - 2014
脚本賞：第3位（劇場版『アイドルマスター』について。錦織敦史と共同。）
Newtypeアニメアワード2014 - 2015
脚本賞：第5位（アニメ『アイドルマスターシンデレラガールズ』について。高雄統子と共同。）

## 作品
以下、作品への参加は、特記ない限り作品のスタッフロールやCD/単行本などへ名前が明記されているものとして、出典を満たす。

### ゲーム
1995年
- LEGAM - テストプレイ

1996年
- 雫 - キャラクター原案（高彦達哉名義）・シナリオ（・おまけシナリオシルエット"ろでぃます"）
- 痕 - 企画・脚本・キャラクター原案（高彦達哉名義）・音楽
- さおりんといっしょ！

1997年
- To Heart - 企画・脚本
- 初音のないしょ!!
  - おまけシナリオ - 脚本アシスト・シーン構成
  - LEAF FIGHT'97 - 企画・脚本
  - 『痕』番外編　柏木家の夜 - 脚本・キャラクター原案（高彦達哉名義）・音楽

1998年
- WHITE ALBUM - 企画立案・シーン構成・スクリプト（おまけテキストより）・作詞

1999年
- To Heart（PS版） - 企画・原案・脚本

2000年
- 猪名川でいこう！
  - スタッフ寄せ書き - 寄せ書き
  - ナイトライター - 企画・脚本

- まじかる☆アンティーク - サブキャラクター脚本

2002年
- 痕（リニューアル版） - 脚本・ディレクター

2003年
- To Heart PSE - 企画・原案・脚本（※移植）

2004年
- リアライズ - 脚本・演出

2005年
- リアライズ -Panorama Luminary-

2006年
- レイナナ - 企画・脚本・作詞（エンディングテーマ）・演出

2015年
- アイドルマスター シンデレラガールズグラビアフォーユー！ vol.1 - 島村卯月・本田未央のシナリオ（水無月徹と連名）
- アイドルマスター シンデレラガールズ - 一部カードテキスト

2021年
- 刀使ノ巫女 刻みし一閃の燈火 - ストーリー監修・セリフ監修など、イベントシナリオ「結芽の帰郷」(2021年2月27日から開催）、Anotherメンバー（アニメ登場キャラ）監修

### アニメ
1999年
- To Heart - シナリオ監修、およびソフト付属の映像特典の脚本（3、4、5章（、7章原案））

2008年
- かんなぎ - 脚本：9話

2009年
- 明日のよいち! - 脚本：3話、5話、7話、9話
- ハヤテのごとく!!（第2期） - 脚本：2話、3話、13話、19話
- Phantom 〜Requiem for the Phantom〜 - 脚本：8話、9話、15話、22話、DVD特典のピクチャードラマ5話、11話

2010年
- 学園黙示録 HIGHSCHOOL OF THE DEAD - 脚本：4話、9話。および4話に声優で参加（ゾンビ役）
- 神のみぞ知るセカイ - 脚本：4話

2011年
- 猫神やおよろず - 脚本：3話、7話、9話
- THE IDOLM@STER - 脚本：5話、11話、12話、15話、19話、22話、26話（特別編）、BD1巻（限定版）特典書き下ろし小説

2012年
- 夏色キセキ - 脚本：6話、11話、6話ソフト版のオーディオコメンタリー、ほか企画について脚注を参照
- アイカツ! - 脚本：4話

2013年
- きんいろモザイク - 脚本：7話、8話、11話
- 神のみぞ知るセカイ 女神編 - 脚本：3話、4話、7話、9話
- BLAZBLUE Alter Memory - 脚本：4話、6話、7話、9話、12話（クレジットされたが5話は不参加）
- 東京レイヴンズ - 脚本：7話、8話、9話、18話、19話、20話

2014年
- 劇場版 THE IDOLM@STER MOVIE 輝きの向こう側へ! - 脚本（監督である錦織敦史と共同）、特典小冊子の漫画原作、ソフトのスタッフコメンタリー
- エスカ&ロジーのアトリエ 〜黄昏の空の錬金術士〜 - 脚本：4話、7話、10話
- 普通の女子校生が【ろこどる】やってみた。 - 脚本：3話、5話、10話、11話（、及びOVA→2015年の項）
- 失われた未来を求めて - 脚本：3話、7話、10話
- グリザイアの果実 - 脚本：8話、9話

2015年
- アイドルマスター シンデレラガールズ - シリーズ構成（高雄統子と共同）、脚本：1話、2話、3話、7話、8話、16話、22話、25話、およびBD初回版特典「G4U！」一部シナリオ、一部原作カードテキスト
- グリザイアの迷宮 - 脚本
- グリザイアの楽園 - 脚本：1話、2話、3話、4話
- ハロー!!きんいろモザイク - 脚本：4話、6話、11話
- うーさーのその日暮らし 夢幻編 - 脚本：12話
- 紅殻のパンドラ（劇場公開版） - 脚本
- 普通の女子校生が【ろこどる】やってみた。OVA vol.1 クリスマススペシャル「みんなでお祝いしてみた」 - 脚本

2016年
- 紅殻のパンドラ（テレビシリーズ） - シリーズ構成、脚本：1話、2話、3話、7話、9話、11話、12話、ED曲台詞協力、ソフト各巻特典「パンドラジオ」（パンドラジオは水無月徹と共同）
- ネトゲの嫁は女の子じゃないと思った? - シリーズ構成、脚本：1話、2話、3話、6話、10話、12話。及びBD2巻ブックレット解説、BD2巻オーディオコメンタリー
- Rewrite（アニメ版）1st season - 脚本：2話、4話
- きんいろモザイク Pretty Days - 脚本

2017年
- Rewrite（アニメ版）2nd season - 脚本：17話、18話、19話、23話
- エロマンガ先生 - シリーズ構成、および脚本：1話、2話、3話、4話、9話（、及びOVA第2話→2019年の項）
- ゼロから始める魔法の書 - 脚本：3話、6話、10話
- エスカクロン - プロジェクト原作（水無月徹、水島精二と共同）、アニメ版脚本、イベント「リーディング」脚本、一部楽曲の作詞（、世界設定）（※2013年公開の動画（別項）を含む企画として2016年3月発表、後にOVA化されたもの）
- 十二大戦 - 脚本：3話、9話、10話

2018年
- 刀使ノ巫女 - （原作に一員として関与・）シリーズ構成、脚本：1話、2話、3話、4話、8話、12話、13話、17話、21話、24話。（および、初回盤BD付属ブックレット書き下ろし短編[全巻]、同ブックレット座談会[1,2,4,6巻]、コミカライズ脚本協力、舞台版監修協力、webラジオ出演、小説版ストーリー原案、ドラマCD『名残花蝶』・『湖底楽園』、朗読劇『清夏奉燈』、ゲーム版イベント脚本、ゲーム版Another監修、トークショー登壇）
- ラーメン大好き小泉さん - シリーズ構成・脚本：1話、2話、3話、5話、7話、11話、12話。
- BEATLESS及びBEATLESS Final stage - シリーズ構成（雑破業と共同）・脚本：1話、2話、3話、（4話協力、）5話、19話、20話、23話、24話。（クレジットされたが21-22話の脚本は高橋ではない）
- となりの吸血鬼さん - シリーズ構成・全話脚本。

2019年
- OVA エロマンガ先生 - 脚本：第2話
- ドメスティックな彼女 - シリーズ構成・脚本：1話、2話、3話、4話、11話、12話
- 賢者の孫 - シリーズ構成・脚本：1話、2話、7話、8話、11話、12話
- 戦×恋 - シリーズ構成・脚本：1話、2話、8話、11話、12話
- ライフル・イズ・ビューティフル - シリーズ構成・脚本：1話、2話、4話、7話、7.5話（砂山蔵澄と連名）、11話、12話、色紙提供

2020年
- はてな☆イリュージョン - シリーズ構成・脚本：1話、5話、9話、12話
- おちこぼれフルーツタルト - シリーズ構成（監督である川口敬一郎と連名）・脚本：1話（川口敬一郎と連名/ノンクレジット）

2021年
- IDOLY PRIDE - シリーズ構成・脚本：1話、2話、4話、7話、9話、11話、12話
- スライム倒して300年、知らないうちにレベルMAXになってました - シリーズ構成・脚本：1話、6話、7話、11話。（放送/配信時の10-11話クレジットは誤り）
- 最果てのパラディン - シリーズ構成・脚本：1話、2話、5話、6話、7話、11話、12話
- 終末のハーレム（先行特別放送） - シリーズ構成・脚本：1話

2022年
- 終末のハーレム - シリーズ構成・脚本：1話、3話、5話、7話、10話、11話
- 金装のヴェルメイユ〜崖っぷち魔術師は最強の厄災と魔法世界を突き進む〜 - シリーズ構成・脚本：1話、2話、5話、6話、11話、12話

2023年
- D4DJ All Mix - 脚本：8話（"Sep")、9話（"Oct")
- 実は俺、最強でした? - シリーズ構成・脚本：1話、2話、5話、7話、9話、11話、12話（放送時の10話クレジットは誤り）
- 自動販売機に生まれ変わった俺は迷宮を彷徨う - シリーズ構成・脚本：1話、3話、6話、8話、10話、12話
- 最果てのパラディン 鉄錆の山の王 - シリーズ構成・脚本：1話、2話、5話、8話、11話、12話
- 16bitセンセーション ANOTHER LAYER - メインストーリー（若木民喜と連名）・脚本：2話、3話、4話、13話

2025年
- グリザイア:ファントムトリガー - シリーズ構成・脚本：4話、5話、10話、以下未発表
- 没落予定の貴族だけど、暇だったから魔法を極めてみた - シリーズ構成・脚本：1話、4話、8話、以下未発表
- Übel Blatt〜ユーベルブラット〜 - シリーズ構成・脚本：1話、2話、5話、6話、7話、以下未発表
- クラスの大嫌いな女子と結婚することになった。 - シリーズ構成・脚本：1話、2話、6話、7話、10話、以下未発表
- 渡くんの××が崩壊寸前 - シリーズ構成

### その他
漫画
- リアライズ - 原作（水無月徹と連名、PLAYM名義）
- ICE無限大！！ - 水無月徹による読切。高橋は「協力」としてクレジット。電撃大王2008年10月号掲載。
- Others! - 原作。作画は水無月徹。ドラゴンマガジン11月号（2010年）より連載していた。『水無月徹作品集I The Heart Rocker』に収録されている。
- THE IDOLM@STER - 脚本、および最終6巻後書き。作画はまな。ComicREXにて2012年10月号から2016年10月号まで連載。同作アニメ劇場版の特典小冊子に収録された漫画も同様。
- THE IDOLM@STER 朝焼けは黄金色 - 脚本。作画はまな。ComicREXにて2017年7月号から2021年4月号まで連載。
- 刀使ノ巫女 - スペシャルサンクス。脚本に協力、1，2話脚本書き下ろし。アニメ「刀使ノ巫女」のコミカライズ。少年エース2017年12月号から連載。

小説
- ノロイとイノリ - 2009年7月、TECH GIANイレギュラーズSummerに掲載
- 刀使ノ巫女 琉球剣風録 - アニメ「刀使ノ巫女」の外伝的ノベライズ。高橋はストーリー原案を担当。2019.07.19発売。

ドラマCD
- アイドルマスター シンデレラガールズ コミックアンソロジー -『cool vol.2』『passion vol.2』『cute vol.2』付属ドラマCDの脚本（水無月徹と共同）
- 「ハヤテのごとく!!」キャラクターCD（2nd series） - 03、06のドラマパート脚本
- ドラマCD ぷちます！ - 脚本担当：シリーズの1巻、2巻
- 夏色キセキ オリジナルCDドラマ〜ドリームアワー・イン・紗希’s room〜 - 脚本担当
- キャンディポップナイトメア ドラマCD - ドラマCD版脚本（水無月徹と共同）
- 刀使ノ巫女ドラマCD　『名残花蝶』・『湖底楽園』 - 脚本。名残花蝶が2019年夏、湖底楽園が同年冬に発売。

朗読劇台本
- 夏色キセキフェスティバル - 朗読劇台本（綾奈ゆにこと共同）
- エスカクロンプロジェクト -  2016年07月10日、イベント『D-World vol.0』での朗読劇脚本
- 刀使ノ巫女 朗読劇「清夏奉燈」 - 脚本

カードゲーム
- リーフファイトTCG - 企画・ゲームデザイン（ver.2まで）

玩具
- 夏色キセキ - 玩具「サウンドロップ」収録の台詞

ニコニコ動画
- 月夜と黒猫/エスカクロン - 脚本・世界設定（2013年5月公開。3年後の2016年3月発表の別項「エスカクロンプロジェクト」に含まれる。）

映画
- ライトノベルの楽しい書き方（実写映画版） - 脚本

トークライブ、トークショー
私的なモノ、飛び入りでのゲスト参加などを除く。
- ろこどるスタッフが【トークショー】やってみた - 2014年11月21日、新宿ロフトプラスワンで開催。
- ろこどるスタッフが【トークショー】やってみた Part2 - 2015年2月13日、新宿ロフトプラスワンで開催。
- 第2回公開飲み会やっちゃいます☆ ～アレとかコレとか～ - 2016年3月12日、新宿ロフトプラスワンで開催。
- エスクロに乾杯！ Produced by D-world project - 2016年6月22日、新宿ロフトプラスワンで開催。
- 「刀使ノ巫女」&「みにとじ」放送終了記念ファンミーティング - 2019年5月25日、新宿ロフトプラスワンで開催。
- 『刀使ノ巫女』シリーズ振り返りトークショー - 2021年11月06日、ところざわサクラタウン ジャパンパビリオンホールAで開催。

その他
- TRPGシナリオ『君に救いを』 - 高橋は原案。森瀬繚が再構成。挿絵は水無月徹。TRPG『トレイル・オブ・クトゥルー・ゲームノベル』の1シナリオ。雑誌『GMウォーロック vol.5』掲載
- 舞台版『刀使ノ巫女』 - 脚本などの監修に協力。
- webラジオ『刀使ノ巫女 本渡楓のとじらじ！』 - ゲストとして出演。第10回・2018年11月7日配信のもの。
- webラジオ『M×Mラボ』 - 声優、三宅麻理恵・早瀬莉花（当時）らによるwebラジオ。2015年3月28日配信分に、水無月徹と共に出演。代表作『ToHeart』などを語った。
- ボイノベ（→2017年末に書籍化）『無尽合体キサラギ』 - 構成・監修
- アイドルマスター シンデレラガールズ シンデレラガールズ劇場　3巻 - 書籍帯にコメントを寄せた
- 中村博文 作品集I『SILL-WET GARDEN』 - 書籍帯にコメントを寄せた
- アイリス・ゼロ 1巻 - 単行本の帯にコメントを寄せた
- 月刊メガストア2023年10月号 - 漫画家若木民喜との対談記事が掲載された